# Vincent Giudicelli
Vincent Giudicelli (Francia, 25 de junio de 1997) es un jugador profesional francés de rugby que se desempeña en la posición de hooker en Aviron Bayonnais, equipo perteneciente a la liga Top 14.

## Carrera
Giudicelli es un jugador de formación francesa (JIFF). Comenzó su carrera deportiva con el equipo Montpellier Hérault Rugby, en el cual jugó doce temporadas (2004-2016), después pasó a Lyon Olympique (2016-2017), luego regresó a Montpellier Hérault Rugby (2017-2023), posteriormente pasó a Aviron Bayonnais, donde lleva jugando una temporada.